# Суме, Габриель
Габриель Суме (в замужестве — Габриель Бевен д’Альтенхайм) (фр. Gabrielle Soumet; 1814—1886) — французская писательница, поэтесса и драматург.

## Биография
Родилась в семье Александра Суме, поэта и драматурга, члена Французской академии. В 1834 году вышла замуж за Бевен д’Альтенхайма, который впоследствии стал генеральным инспектором народного просвещения Франции.

## Избранные произведения
- Les Filiales (сборник стихов, 1836)
- Le Gladiateur (трагедия, 1841)
- Le Clône du roi (1841).
- Jane Grey (пьеса, 1844)
- Berthe Bertha (поэма, 1843)
- Récits de l’Histoire d’Angleterre (1856)
- Récits de l’Histoire d’Espagne
- Les Marguerite de France
- La Croix et la Lyre (1858)
- Les Quatre Siècles littéraires (1859)
- Dieu pardonne.
- Journal des jeunes personnes.